# زرين قبا (عباس الشرقي)
زرین قبا (بالفارسية: زرین‌قبا) هي مستوطنة تقع في إيران في قسم عباس الشرقي الريفي. يقدر عدد سكانها بـ 438 نسمة .